# Donji Viduševac
Donji Viduševac is een plaats in de gemeente Glina in de Kroatische provincie Sisak-Moslavina. De plaats telt 205 inwoners (2001).